# Assassinatos de Gilgo Beach
Os Assassinatos de Gilgo Beach foram uma série de assassinatos entre 1996 e 2011 em que os restos mortais de até dezoito pessoas foram encontrados na Praia Gilgo, localizada em South Shore de Long Island, no estado de Nova Iorque, na costa leste dos Estados Unidos. A maioria das vítimas eram trabalhadoras sexuais que anunciavam seus serviços no site Craigslist. O perpetrador do caso era conhecido como Long Island Serial Killer (LISK, ou "O Assassino de Long Island").
Os restos mortais das vítimas foram encontrados durante um período de meses em 2010 e 2011, depois que o desaparecimento de Shannan Gilbert resultou em uma busca policial na área ao longo da via pública Ocean, perto das remotas cidades litorâneas de Gilgo e Oak Beach, no Condado de Suffolk. Os restos mortais de quatro vítimas designadas "The Gilgo Four" foram encontrados a um quarto de milha um do outro perto de Gilgo Beach em dezembro de 2010. Mais seis conjuntos de restos mortais foram encontrados em março e abril de 2011 em Suffolk e Nassau counties. A polícia acreditava que os últimos conjuntos de restos eram anteriores aos quatro corpos encontrados em dezembro de 2010. Os restos mortais de Gilbert foram encontrados um ano depois que os restos mortais de "The Gilgo Four" foram descobertos. Sua causa de morte permanece contestada, com a polícia alegando afogamento acidental, enquanto uma autópsia independente determinou um possível estrangulamento.
Em 13 de julho de 2023, Rex Heuermann (59 anos na época), um residente de Massapequa Park, foi preso em Midtown Manhattan como suspeito no caso. Ele é acusado de assassinar sete mulheres – todas as vítimas do Gilgo Four: Megan Waterman, Melissa Barthelemy, Amber Costello e Maureen Brainard-Barnes – assim como Jessica Taylor, Sandra Costilla e Valerie Mack.